# 알베르티눔
알베르티눔(독일어: Albertinum)은 독일 작센주 드레스덴에 있는 근대미술관이다. 사암으로 덮인 네오르네상스 건축 양식 건물로, 드레스덴의 역사적 중심지인 브륄의 테라스에 있다. 작센의 알베르트 왕의 이름을 따서 명명되었다.
알베르티눔에는 드레스덴 주립 미술관의 노이에 마이스터 갈레리아와 조각 컬렉션이 있다. 이 박물관은 낭만주의에서 현재까지의 회화와 조각품을 전시하고 있으며, 약 200년의 기간을 다루고 있다.